# Dožínky
Dožínky su češke žetvene svečanosti i najveća kulturna manifestacija češke manjine u Hrvatskoj.
Održavaju se u Daruvaru i drugim mjestima u kojima žive Česi od 1925. i to iza polovice srpnja. Traju dva dana.
Organizatori su Savez Čeha u Republici Hrvatskoj i jedna od Čeških beseda u Hrvatskoj.
Okuplja sve češke udruge u Hrvatskoj.
Manifestacija se sastoji od povorke bogato ukrašenih alegorijskih kola sa žetvenim temama i plesnih skupina Čeških beseda i njihovih gostiju, te folklornih nastupa, izložbi i malih sajmova kakve su priređivali Česi u stara vremena.

## Vanjske poveznice
- HRT, manjine  Arhivirana inačica izvorne stranice od 28. svibnja 2008. (Wayback Machine) Dožínky - žetvene svečanosti, 15. srpnja 2008.